# Косолманка (посёлок)
Косолманка — посёлок в Верхотурском городском округе Свердловской области, Россия. Центр Косолманской сельской администрации.

## Географическое положение
Посёлок Косолманка расположен в 20 километрах (по автодорогам в 65 километрах) к юго-западу от города Верхотурья, в лесной местности, на правом берегу реки Косолманки (правого притока реки Туры), вблизи устья. В черте посёлка имеется станция Косолманка Свердловской железной дороги.

## Известные уроженцы
- Почитаемый старец Зосима (Сокур).

## История
Посёлок возник в начале XX века в связи со строительством железной дороги.

## Инфраструктура
В Косолманке работают сельский клуб с библиотекой, средняя общеобразовательная школа, фельдшерско-акушерский пункт, почта и магазин. До посёлка можно добраться по железной дороге на электричке до одноимённой станции либо пригородным автобусом из города Верхотурья — районного центра.

## Промышленность
Большинство жителей Косолманки трудоустроенны в районном центре городе Верхотурье и ближайших городах либо работают на железной дороге, а также ведут сельское хозяйство. 
Единственное промышленное предприятие посёлка — ООО «Механ-Торг».

## Население
| 2002 | 2010 | 2021 |
| ---- | ---- | ---- |
| 198  | ↘116 | ↘50  |